# Julien Lahaut
Julien Lahaut (Seraing, 6 settembre 1884 – Seraing, 18 agosto 1950) è stato un sindacalista e politico belga vallone, membro del Partito Comunista del Belgio e deputato della Camera dei rappresentanti per sette legislature consecutive fino al 18 agosto 1950 quando venne assassinato.

## Biografia
Nato il 6 settembre 1884 nella città di Seraing in una famiglia operaia. Dall'età di 14 anni inizia a lavorare in impianti metallurgici.
Nel 1905 divenne membro del Comitato centrale e poi segretario dell'Unione dei Metalmeccanici di Liegi, membro del Partito Operai Del Belgio (BRP). Nel 1921 fu espulso dal sindacato e dal PDU durante le riforme attuate dalla dirigenza. Immediatamente ha creato un sindacato rivoluzionario dei metalmeccanici.
Dal 1923, è membro del Partito Comunista del Belgio (PCB), dal 1924 membro del suo Comitato centrale e del Politburo del Comitato Centrale. Ripetutamente perseguitato, nel 1933 fu eletto nel Parlamento belga.
Dopo l'occupazione del Belgio da parte delle truppe tedesche nel 1940, Lahaut era un membro della leadership illegale del PCB, è uno degli organizzatori del movimento di Resistenza belga. Il 10 maggio 1941, sotto la guida di Lahaut, si tenne uno sciopero di 100.000 operai di Liegi. Nel 1941-1945 è stato internato nel Campo di concentramento nazista di Mauthausen per la sua appartenenza comunista e gli appelli contro il nazismo. Nonostante la salute minata nel campo, sopravvisse fino alla liberazione di Mauthausen dagli alleati nel maggio 1945.
Nell'agosto del 1945 fu eletto presidente del Partito Comunista del Belgio e membro del parlamento.

### Assassinio

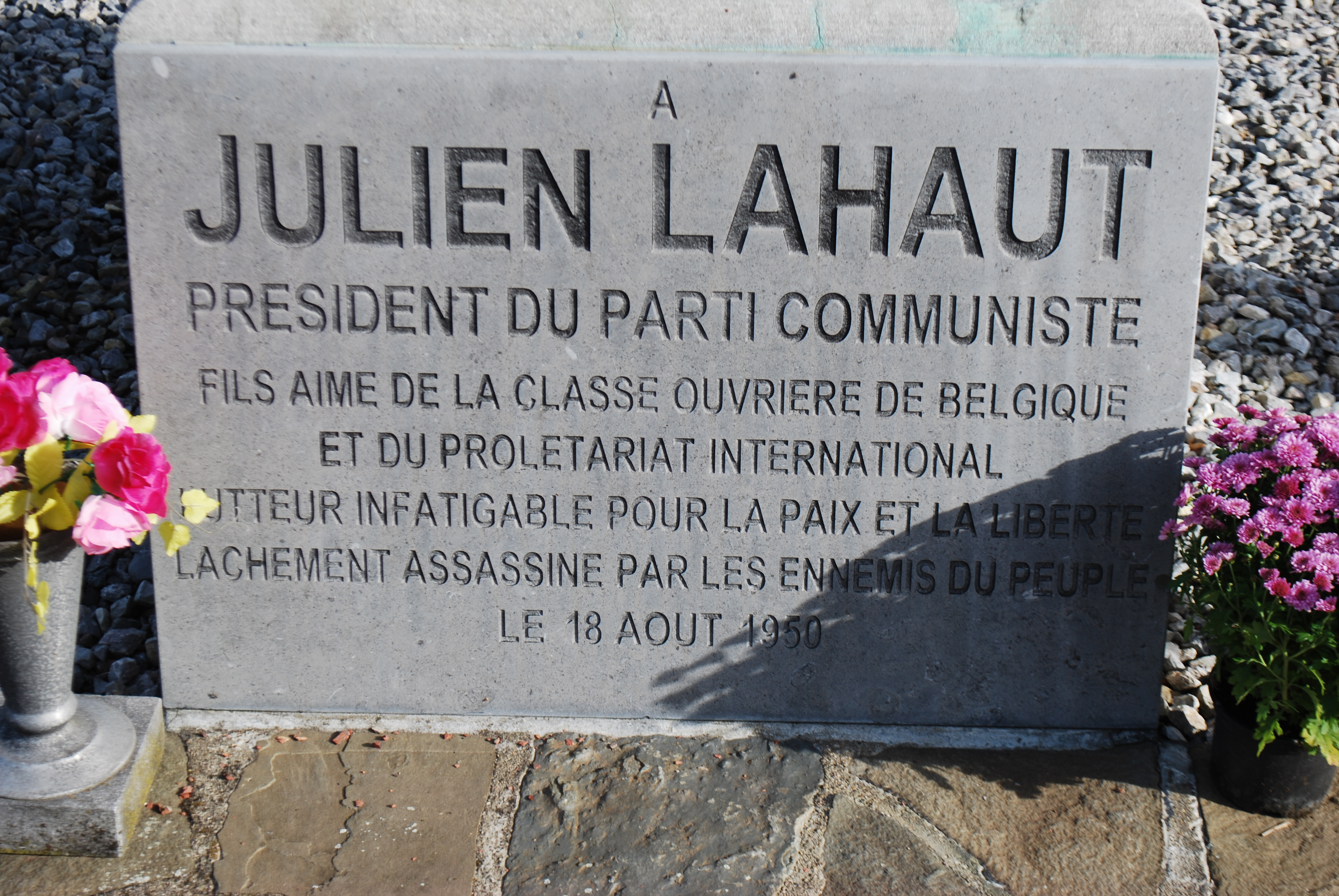
Tomba di Julien Lahaut

Durante il giuramento al parlamento del nuovo Re Baldovino, uno dei deputati comunisti gridò "Vive la République!" ("Lunga vita alla Repubblica!") In segno di protesta. La stampa ha dichiarato che fosse Lahaut.
Una settimana dopo, il 18 agosto 1950, Lahaut fu colpito e ucciso da due assassini. Su un'ondata di indignazione per questo omicidio, gli scioperi hanno spazzato il paese, 300.000 persone hanno partecipato al funerale. François Goossens, un monarchico belga, è stato in seguito identificato come uno degli assassini, anche se non è sicuro se abbia sparato i colpi effettivi. Il 19 giugno 2012, il Senato belga ha deciso di condurre una nuova inchiesta. Il 19 luglio 2012, il Senato belga ha accettato di prendere in considerazione una proposta legale per estendere i finanziamenti per uno studio storico sull'assassinio. Il 17 agosto 2012, il ministro Paul Magnette ha annunciato un contributo federale di € 320.000 per lo studio.